# Dutch Open 2002
Il Dutch Open 2002 (conosciuto anche come Energis Open) è stato un torneo di tennis giocato sulla terra rossa.
È stata la 45ª edizione del Dutch Open, che fa parte della categoria International Series nell'ambito dell'ATP Tour 2002. 
Si è giocato allo Sportlokaal de Bokkeduinen di Amersfoort nei Paesi Bassi, dal 15 al 21 luglio 2002.

## Campioni

### Singolare
Juan Ignacio Chela ha battuto in finale  Albert Costa con il punteggio di 6–1, 7–6(4)

### Doppio
Jeff Coetzee /  Chris Haggard hanno battuto in finale  André Sá /  Alexandre Simoni con il punteggio di 7–6(1), 6–3